# Stuttgart Super 9 1999 - Qualificazioni singolare
Le qualificazioni del singolare allo Stuttgart Super 9 1999 sono state un torneo di tennis preliminare per accedere alla fase finale della manifestazione. I vincitori dell'ultimo turno sono entrati di diritto nel tabellone principale. In caso di ritiro di uno o più giocatori aventi diritto a questi sono subentrati i lucky loser, ossia i giocatori che hanno perso nell'ultimo turno ma che avevano una classifica più alta rispetto agli altri partecipanti che avevano comunque perso nel turno finale.
Le qualificazioni dello Stuttgart Super 9 1999 prevedevano 24 partecipanti di cui 6 sono entrati nel tabellone principale.

## Teste di serie
1. Sláva Doseděl (ultimo turno)
2. Marcelo Filippini (Qualificato)
3. Alberto Berasategui (primo turno)
4. Hendrik Dreekmann (ultimo turno)
5. Galo Blanco (ultimo turno)
6. Hernán Gumy (Qualificato)

1. Adrian Voinea (Qualificato)
2. Christian Vinck (primo turno)
3. Agustín Calleri (Qualificato)
4. Juan-Albert Viloca-Puig (ultimo turno)
5. Ivan Ljubičić (Qualificato)
6. Julien Boutter (ultimo turno)

## Qualificati
1. Ivan Ljubičić
2. Marcelo Filippini
3. Karsten Braasch

1. Agustín Calleri
2. Adrian Voinea
3. Hernán Gumy

## Tabellone

### Legenda
| - Q = Qualificato - WC = Wild card - LL = Lucky loser | - ALT = Alternate - SE = Special Exempt - PR = Protected Ranking | - w/o = Walkover - r = Ritirato - d = Squalificato |

### Sezione 1
|  | Primo turno | Primo turno    | Primo turno    | Primo turno | Primo turno |  |  | Ultimo turno | Ultimo turno  | Ultimo turno | Ultimo turno | Ultimo turno |  |
|  |             |                |                |             |             |  |  |              |               |              |              |              |  |
|  | 1           | Sláva Doseděl  | Sláva Doseděl  | 6           | 7           |  |  |              |               |              |              |              |  |
|  |             | Javier Sánchez | Javier Sánchez | 4           | 5           |  |  | 1            | Sláva Doseděl | 3            | 6            | 3            |  |
|  | 11          | Ivan Ljubičić  | Ivan Ljubičić  | 6           | 6           |  |  | 11           | Ivan Ljubičić | 6            | 3            | 6            |  |
|  |             | Martin Sinner  | Martin Sinner  | 3           | 4           |  |  |              |               |              |              |              |  |

### Sezione 2
|  | Primo turno | Primo turno       | Primo turno       | Primo turno | Primo turno |  |  | Ultimo turno | Ultimo turno      | Ultimo turno      | Ultimo turno | Ultimo turno |  |
|  |             |                   |                   |             |             |  |  |              |                   |                   |              |              |  |
|  | 2           | Marcelo Filippini | Marcelo Filippini | 6           | 6           |  |  |              |                   |                   |              |              |  |
|  |             | Will Ritter       | Will Ritter       | 1           | 1           |  |  | 2            | Marcelo Filippini | Marcelo Filippini | 7            | 6            |  |
|  | 12          | Julien Boutter    | 3                 | 6           | 6           |  |  | 12           | Julien Boutter    | Julien Boutter    | 6            | 1            |  |
|  |             | Federico Browne   | 6                 | 3           | 1           |  |  |              |                   |                   |              |              |  |

### Sezione 3
|  | Primo turno | Primo turno             | Primo turno             | Primo turno | Primo turno |  |  | Ultimo turno | Ultimo turno            | Ultimo turno            | Ultimo turno | Ultimo turno |  |
|  |             |                         |                         |             |             |  |  |              |                         |                         |              |              |  |
|  |             | Karsten Braasch         | 2                       | 6           | 6           |  |  |              |                         |                         |              |              |  |
|  | 3           | Alberto Berasategui     | 6                       | 3           | 4           |  |  |              | Karsten Braasch         | Karsten Braasch         | 6            | 7            |  |
|  | 10          | Juan-Albert Viloca-Puig | Juan-Albert Viloca-Puig | 6           | 6           |  |  | 10           | Juan-Albert Viloca-Puig | Juan-Albert Viloca-Puig | 4            | 5            |  |
|  |             | Marc-Kevin Goellner     | Marc-Kevin Goellner     | 3           | 1           |  |  |              |                         |                         |              |              |  |

### Sezione 4
|  | Primo turno | Primo turno       | Primo turno       | Primo turno | Primo turno |  |  | Ultimo turno | Ultimo turno      | Ultimo turno      | Ultimo turno | Ultimo turno |  |
|  |             |                   |                   |             |             |  |  |              |                   |                   |              |              |  |
|  | 4           | Hendrik Dreekmann | Hendrik Dreekmann | 7           | 6           |  |  |              |                   |                   |              |              |  |
|  |             | Andres Võsand     | Andres Võsand     | 6           | 4           |  |  | 4            | Hendrik Dreekmann | Hendrik Dreekmann | 3            | 2            |  |
|  | 9           | Agustín Calleri   | Agustín Calleri   | 6           | 7           |  |  | 9            | Agustín Calleri   | Agustín Calleri   | 6            | 6            |  |
|  |             | Renzo Furlan      | Renzo Furlan      | 2           | 5           |  |  |              |                   |                   |              |              |  |

### Sezione 5
|  | Primo turno | Primo turno    | Primo turno    | Primo turno | Primo turno |  |  | Ultimo turno | Ultimo turno  | Ultimo turno  | Ultimo turno | Ultimo turno |  |
|  |             |                |                |             |             |  |  |              |               |               |              |              |  |
|  | 5           | Galo Blanco    | 6              | 6           | 1           |  |  |              |               |               |              |              |  |
|  |             | Sergi Bruguera | 7              | 2           | 0r          |  |  | 5            | Galo Blanco   | Galo Blanco   | 1            | 5            |  |
|  | 7           | Adrian Voinea  | Adrian Voinea  | 7           | 6           |  |  | 7            | Adrian Voinea | Adrian Voinea | 6            | 7            |  |
|  |             | Sebastian Fitz | Sebastian Fitz | 5           | 4           |  |  |              |               |               |              |              |  |

### Sezione 6
|  | Primo turno | Primo turno            | Primo turno | Primo turno | Primo turno |  |  | Ultimo turno | Ultimo turno    | Ultimo turno | Ultimo turno | Ultimo turno |  |
|  |             |                        |             |             |             |  |  |              |                 |              |              |              |  |
|  | 6           | Hernán Gumy            | 2           | 6           | 6           |  |  |              |                 |              |              |              |  |
|  |             | Roberto Carretero-Diaz | 6           | 3           | 4           |  |  | 6            | Hernán Gumy     | 7            | 4            | 6            |  |
|  |             | Christian Vinck        | 4           | 6           | 6           |  |  |              | Christian Vinck | 6            | 6            | 0            |  |
|  | 8           | Michael Kohlmann       | 6           | 2           | 4           |  |  |              |                 |              |              |              |  |